# Osip Brik
Osip Maksimovich Brik ryska: Осип Максимович Брик, född 28 januari 1888, [4 (16) januari], död 22 februari 1945,  var en rysk avantgardeförfattare och litteraturkritiker, han var en av centralgestalterna i den ryska formalistiska skolan, men identifierade sig själv även som en av futuristerna. Brik var en av grundarna till den ryska avantgarde-journalen LEF. Han var gift med Lili Brik och bodde under många år samtidigt tillsammans med henne och Majakovskij . Brik var anställd på Tjekan som juridisk expert mellan 8 juni 1920 till 1924.